# W.J.A. Ussing
Werner Jasper Andreas Ussing,  född den 4 mars 1818, död den 2 december 1887, var en dansk ämbetsman, kusins son till Tage Algreen-Ussing, bror till J.L. Ussing och far till Carl Ussing.
Ussing blev juris kandidat 1838 samt tjänstgjorde därefter i kansliet. Han skrev 1847 en kort, prisbelönt framställning av De danske landboforhold och blev samma år assessor i landsoverretten i Viborg. Åren 1848-53 var Ussing medlem först av den grundlagstiftande riksförsamlingen och sedan av folketinget, inom vilket han slöt sig till det nationalliberala partiet. Åren 1854-64 var han appellationsretsråd i Flensburg, 1864-73 assessor i Höjesteret och därefter direktör i nationalbanken. År 1866 blev Ussing kungavald medlem av landstinget, där han utförde ett betydelsefullt arbete och intog en mycket självständig politisk ställning. År 1868-77 deltog han i processkommissionen. Vid Köpenhamns universitets 400-årsjubileum 1879 kreerades Ussing till hedersdoktor.

## Utmärkelser
- Dannebrogsmännens hederstecken,  1877[1]
- Hedersdoktor vid Köpenhamns universitet,  1879[1]
- Kommendör av första graden av Dannebrogorden,  1886[1]

[Redigera Wikidata]